# 巴雷特山脉
巴雷特山脉（Baret Mountains ）是矮行星冥王星表面由一系列山丘构成的山岭，位于汤博区内斯普特尼克平原西侧边界附近。这些山丘是由新视野号探测器首次观测到的，以甲烷和水冰挤压形成的巨大山脊为特征。

## 命名
这些山丘取名自首位完成环球航行的女性，法国女探险家珍妮·巴雷特。该名称由新视野号团队于2015年提出，2018年4月获国际天文联合会正式批准。

## 图集
- 冥王星特征地图
- 冥王星巴雷特山脉

## 另请查看
- 冥王星地理
- 冥王星地质
- 冥王星表面特征列表